# Henry H. H. Remak
Henry Heymann Herman Remak (geboren 27. Juli 1916 in Berlin; gestorben 12. Februar 2009 in Bloomington (Indiana)) war ein US-amerikanischer Literaturwissenschaftler.

## Leben
Henry H. H. Remak war ein Sohn des Hans Ismar Remak und der Hedwig Salz. Er begann
sein Studium 1933 an der Deutschen Hochschule für Politik in Berlin und wich unter den Bedingungen der deutschen Judenverfolgung 1934 an die Universität Bordeaux aus. 1936 machte er an der Universität Montpellier die licencié ès lettres.
Remak emigrierte in die USA und wurde 1939 Lecturer bei einem Weiterbildungsinstitut der Indiana University. Während des Zweiten Weltkriegs arbeitete er für die Zensurbehörde und für die Handelsmarine. Er heiratete 1946 Ingrid Miriam Grunfeld, sie haben 4 Kinder.
Remak wurde 1947 an der Universität Chicago promoviert. Von 1946 an lehrte er wieder an der Indiana University und wurde dort 1964 zum Professor für Germanistik und Komparatistik ernannt. 1987 wurde er emeritiert.
Remak hatte 1967 ein Guggenheim-Stipendium. Er war als Gastprofessor an der Universität Lille, an der Universität von Wisconsin und an der Universität Hamburg tätig. Seit 1962 beriet er den Verlag Blaisdell/Ginn Publishing Company und ab 1965 war er Herausgeber beim Yearbook of Comparative and General Literature.

## Schriften (Auswahl)
- Comparative Literature; Method and Perspective. Carbondale, Ill., 1961
- Symbolism in German Literature. Austin, Texas, 1965
- Der Weg zur Weltliteratur: Fontanes Bret-Harte-Entwurf. Potsdam : Theodor-Fontane-Archiv d. Dt. Staatsbibliothek, 1980
- Novellistische Struktur: Der Marschall von Bassompierre und die schöne Krämerin: Bassompierre, Goethe, Hofmannsthal ; Essai u. kritischer Forschungsbericht. Bern: Lang, 1982. ISBN 978-3-26103234-8
- Structural elements of the German novella from Goethe to Thomas Mann. Bern: Lang, 1996
- Fontane und der jüdische Kultureinfluss in Deutschland: Symbiose und Kontrabiose. In: Hanna Delf von Wolzogen, Helmuth Nürnberger (Hrsg.): Theodor Fontane. Am Ende des Jahrhunderts. Königshausen & Neumann, Würzburg 2000, ISBN 3-8260-1794-3, S. 184–195